# Leith Hall

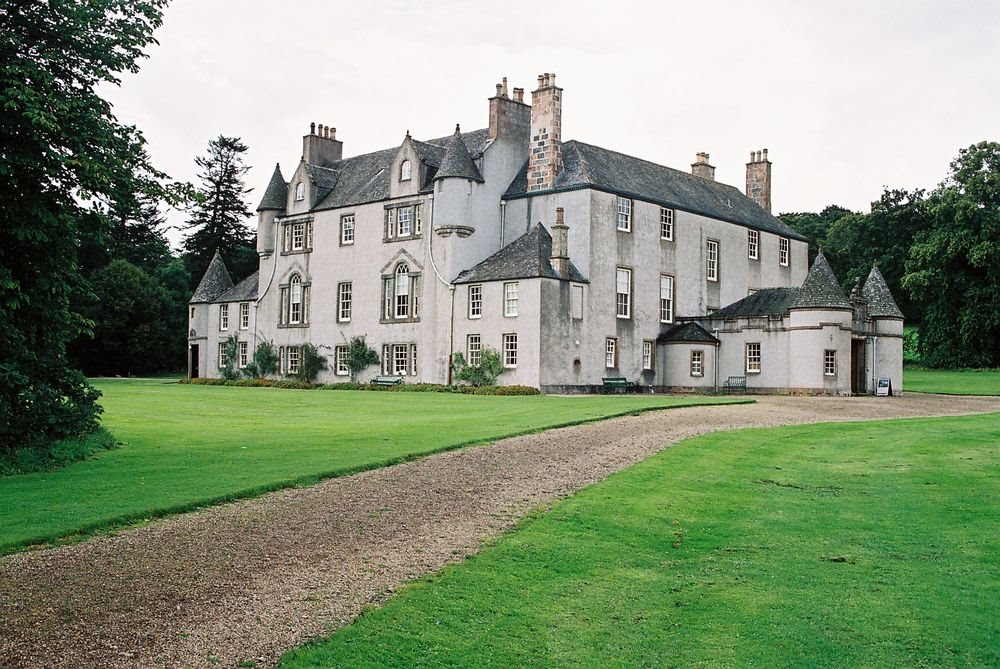
Leith Hall

Leith Hall is een kasteelachtig landhuis in Kennethmont, Aberdeenshire, Schotland. Leith Hall ligt op een landgoed van zo'n 1.157 km² met park en tuinen. Sinds 1945 wordt het landgoed beheerd door de National Trust for Scotland.

## Geschiedenis
Het huidige huis werd in 1650 gebouwd op de plaats van het reeds lang verdwenen Peill Castle. In 1738, 1810 en 1904 werd het huis o.a. met vleugels uitgebreid, waarna het de huidige carré-vorm kreeg.
In 1745 verborg Andrew Hay of Rannes zich op Leith Hall na de Slag bij Culloden, waar hij gevochten had aan de zijde van Bonnie Prince Charlie; later vluchtte hij naar Frankrijk.
Gedurende de Eerste Wereldoorlog deed het huis dienst als ziekenhuis van het Rode Kruis, en huisvestte meer dan 500 patiënten.
De familie Leith-Hay heeft vanaf de bouw tot 1945 het huis in bezit gehad. Henrietta Leith-Hay droeg het huis na de dood van haar zoons in 1945 over aan de National Trust.
Het huis is prachtig ingericht en bevat mooi porselein, familieportretten, wandtapijten en interessante klokken. Het slot staat bekend om de tuinen, die verdeeld zijn in tuinkamers, en gescheiden zijn door muren of heggen, en elk hun eigen karakter hebben. De tuinen bieden ruimte aan o.m. bloeiende bomen en struiken, rozen, fruit, groenten en siergrassen. Een stroompje slingert tussen de grindpaden door, en achter in de tuin, vlak bij de achttiende-eeuwse gebogen stallen bevindt zich het ronde "Moon Gate", dat leidt naar een oude weg die vroeger de hoofdweg naar Aberdeen was.

## Spokerijen
Het zou spoken op het slot, en het televisieprogramma Most Haunted heeft er een keer een programma aan gewijd. Een van de spoken zou Laird John Leith III zijn, die op eerste kerstdag 1763 in Archie Campbell's Tavern in Aberdeen door het hoofd geschoten werd tijdens een dronkenmansruzie. Hij overleed drie dagen later op Leith Hall. Zijn geest zou door verschillende mensen gezien zijn in de zogenaamde spookkamer, waar hij verscheen met een bebloed verband om zijn hoofd. Er zou ook een geest van ruim 2,5 m rondwaren met een doodshoofd als gezicht. Ook klinken er voetstappen, stemmen en pistoolschoten, en in de muziekkamer zou een grijze dame rondspoken. 
De Amerikaanse schrijfster Elizabeth Byrd huurde samen met haar echtgenoot Barrie Gaunt de oostelijke vleugel, en schreef over haar ervaringen in haar boeken A Strange and Seeing Time en The Ghosts in my Life. Ook Alanna Knight schreef over de spookachtige ontmoetingen op Leith Hall.